# Agave scaposa
Agave scaposa är en sparrisväxtart som beskrevs av Howard Scott Gentry. Agave scaposa ingår i släktet Agave och familjen sparrisväxter. Inga underarter finns listade i Catalogue of Life.